# Миши лемури
Мишите лемури (Microcebus) са род нощни животни, и като всички лемури, те са характерни за Мадагаскар. Видовете от род Microcebus са най-дребните представители на приматите, съответно и на лемурите.

## Физическа характеристика
Масата им е около 60 g, а опашката им (17 – 28 cm) е по-дълга от тялото и главата заедно (13 – 25 cm).
Козината им е мека, пухеста, с кафяв или сив цвят и червеникави или бели петна по долната част на тялото. На носа си микроцебусите имат бяла ивица, а очите са доста големи. Ушите им са големи и подвижни. Крайниците им са сравнително къси, като задните са по-дълги от предните.

## Начин на живот
Микроцебусите обитават тропическите гори на остров Мадагаскар. Живеят в дървесни хралупи или храсталаци, където си строят гнезда от сухи листа. Срещат се предимно поединично или на двойки по върховете на високите дървета. Често ги виждат и из тръстиките по бреговете на езерата.
Прехвърлят се от дърво на дърво, подобно на катерички или се придвижват по земята чрез скокове. Активни са нощем, когато ловуват насекоми и вероятно други дребни животни, но се хранят и с плодове. През сухия сезон изпадат в летаргия. Техен естествен враг са ястребите.
В плен са доста агресивни, но често се срещат и животни с много по-дружелюбно поведение. В северните ширини, когато са в плен, периодът им на размножаване е от май до септември, а на Мадагаскар той е от декември до май.
Бременността продължава около 60 дни, след което женската ражда 1 – 3 много дребни малки, с маса не повече от 3 – 5 g. На петнадесетия ден малките започват да се придвижват по дърветата, напълно независими стават след 60 дни, а полова зрялост достигат на 7 – 10 месеца.
В плен живеят до 15-годишна възраст.

## Видове
- Microcebus arnholdi
- Microcebus berthae
- Microcebus bongolavensis
- Microcebus danfossi
- Microcebus gerpi
- Microcebus griseorufus
- Microcebus jollyae
- Microcebus lehilahytsara
- Microcebus macarthurii
- Microcebus mamiratra
- Microcebus margotmarshae
- Microcebus mittermeieri
- Microcebus murinus (J. F. Miller, 1777)
- Microcebus myoxinus
- Microcebus ravelobensis
- Microcebus rufus (É. Geoffroy Saint-Hilaire, 1834)
- Microcebus sambiranensis
- Microcebus simmonsi
- Microcebus tavaratra
- Microcebus tanosi [2][3]
- Microcebus marohita [2][3]
- Microcebus ganzhorni. M.[4]
- Microcebus boraha [4]
- Microcebus manitatra [4]